# PGC 987022
LEDA/PGC 987022 ist eine Galaxie im Sternbild Walfisch südlich der Ekliptik. Sie ist schätzungsweise 1,3 Milliarden Lichtjahre von der Milchstraße entfernt. Im selben Himmelsareal befinden sich u. a. die Galaxien NGC 151, NGC 163, NGC 165.